# 蔵人所斤
蔵人所斤（くろうどところきん）とは、鎌倉時代に用いられた重量の単位の1つ。

## 概要
律令制の下で定められていた度量衡の単位は、朝廷の権威が衰えてきた中世に入ると用いられなくなり、地域ごとあるいは領主ごとによって異なる度量衡が用いられるようになった（これを度量衡の紊乱とみるか、国司や荘園領主によって度量衡に関する権限が分有されてそれぞれの実情に応じたものが用いられるようになったとみるかは論者による）。
蔵人所斤もこうした時代に登場した単位の1つで、銭12文目の重さを1両と換算したものである。これについて、網野善彦はその名称から宣旨斗に基づいて定められた重量であると主張し、小泉宜有は何を基準にしているかは不明として網野説を否定する立場を採っている。
この他にも在京の領主に年貢を納める際に用いられた本斤や地域内で用いさせた下斤などがあり、その基準はまちまちであった。